# Municipio de Paraclifta
El municipio de Paraclifta (en inglés: Paraclifta Township) es un municipio ubicado en el condado de Sevier en el estado estadounidense de Arkansas. En el año 2010 tenía una población de 378 habitantes y una densidad poblacional de 3,62 personas por km².

## Geografía
El municipio de Paraclifta se encuentra ubicado en las coordenadas 33°51′22″N 94°11′10″O / 33.85611, -94.18611. Según la Oficina del Censo de los Estados Unidos, el municipio tiene una superficie total de 104.53 km², de la cual 102,43 km² corresponden a tierra firme y (2,02 %) 2,11 km² es agua.

## Demografía
Según el censo de 2010, había 378 personas residiendo en el municipio de Paraclifta. La densidad de población era de 3,62 hab./km². De los 378 habitantes, el municipio de Paraclifta estaba compuesto por el 89,68 % blancos, el 3,97 % eran afroamericanos, el 3,7 % eran amerindios, el 0,26 % eran de otras razas y el 2,38 % eran de una mezcla de razas. Del total de la población el 1,85 % eran hispanos o latinos de cualquier raza.